# Deutsch-Italienische Panzerarmee
Deutsch-Italienische Panzerarmee var en tysk armé under andra världskriget som verkade i nordafrika. Den bildades den 1 oktober 1942 från Panzerarmee Afrika. Armén befann sig nedgrävd i defensiva ställningar efter förlusten i slaget vid Alam Halfa på grund av ytterst ansträngda försörjningslinjer. Den 23 oktober gick British Eighth Army till anfall i det som kom att bli Slaget vid el-Alamein. Efter slaget tvingades armén till en lång reträtt genom hela Libyen, man gjorde ett försök att upprätta en försvarslinje vid El Agheila men den förmåde inte stoppa den allierade offensiven. När armén drivits in i Tunisien slogs den ihop med Organisationsstab Tunesien och bildade Heeresgruppe Afrika den 22 februari 1943.

## Befälhavare
Arméns befälhavare:
- General der Kavallerie Georg Stumme (1 oktober 1942 - 24 oktober 1942)
- Generalleutnant Wilhelm von Thoma (24 oktober 1942 - 25 oktober 1942)
- Generalfeldmarschall Erwin Rommel (25 oktober 1942 - 17 februari 1943)
- Generalmajor Karl Bülowius (17 februari 1943 - 22 februari 1943)

Arméns stabschefer:
- Generalmajor Alfred Gause (1 oktober 1942 - 7 december 1942)
- Oberst Fritz Bayerlein (7 december 1942 - 22 februari 1943)